# Agnona

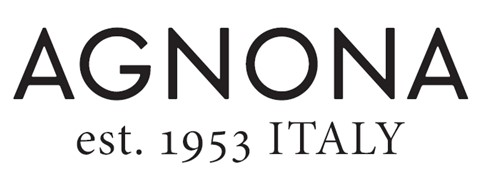

Agnona – итальянский дом моды, производитель текстиля и товаров для дома. Основанный в 1953 году Франческо Илорини Мо, и впоследствии перешедший под управление Альберто Илорини, он был куплен группой компаний Ermenegildo Zegna в 1999 году. Agnona изначально представляла собой небольшую суконную мануфактуру, производившую текстиль для домов моды, а в 1970-х годах компания сама стала заниматься производством модной одежды.

## История
Франческо Илорини Мо основал компанию в 1953 году в Боргосезсии, Италия. С тех пор Agnona поставляет ткань дизайнерам со всего мира. Среди первых клиентов были Balenciaga, Balmain, Pierre Cardin и Chanel. Сын Франческо Илорини Мо – Альберто Илорини – унаследовал компанию от отца и стал председателем совета директоров, оставаясь на этой должности даже после того, как в 1999 году её купила группа компаний Ermenengildo Zegna.

## Ткани
Первоначально производимые компанией ткани продавались только в Европе, но в 1960 году они появились и в Японии, после того, как Илорини побывал там с визитом и изучил возможности выхода на местный рынок. В 1961 году компания вышла на американский рынок. В конце 1960-х представители компании Agnona стали путешествовать по всему миру и налаживать импорт шерстяного сырья из Южной Америки, Китая, Австралии и Тибета для производства тканей. Компания также приобрела доли в нескольких иностранных компаниях-производителях, чтобы обеспечить себя сырьём.
Компания Agnona производит около пяти тысяч различных видов шерсти. Среди производимых Agnona шерстяных тканей кашемир, мохер, верблюжья шерсть, шерсть альпака и шерсть викуньи. По состоянию на 1997 год ткани компании Agnona использовали такие бренды, как Ralph Lauren, Calvin Klein, Chanel, Yves Saint Laurent, Versace, Jil Sander, Escada, Hugo Boss, Dior, Hermès, Valentino, Gianfranco Ferre, Joyce, Sanyo и Marc Jacobs. Компания входит в консорциум International Vicuna Consortium, обладающий эксклюзивными правами на продажу и маркетинг шерсти викуньи.

## Одежда
В компании Agnona имеется два подразделения: текстиля и одежды. Подразделение, которое занимается изготовлением одежды и товаров для дома, появилось в 1970-х годах, и занимается дизайном и изготовлением готовой одежды, трикотажа и товаров для дома. В коллекции аксессуаров представлены шарфы, галстуки и платки. Коллекции готовой одежды от компании Agnona включают пальто и куртки, джинсы, юбки, платья и другие предметы одежды. Одним из управляющих директоров этой коллекции был Роберто Джорио Фили, который затем перешел на управляющую должность в Calvin Klein.
В конце 1990-х годов Agnona начала открывать собственные фирменные магазины, поскольку до этого товары компании продавались только в крупных универмагах. В 1990-х годах в США изделия марки Agnona продавались в таких магазинах, как Neiman Marcus, Bergdorf Goodman, Saks Fifth Avenue и Barneys New York. В 1997 году Agnona открыла свой первый бутик в Нью-Йорке. Ранее состоялось открытие бутиков компании в Милане, а также франшиз в Осаке и Токио. В 1999 году компания Agnona была куплена компанией Zegna для расширения коллекций трикотажа.
В январе 2001 года Марио Гироди был назначен управляющим директором компании Agnona, и по итогам года 50% от общего объема продаж пришлось на женскую одежду, 25% – на мужскую одежду и 25% – на товары для дома. Мужская линия впоследствии была приостановлена. В 2004 году одежда марки Agnona стала продаваться также в магазинах Zegna. Даниэла Каттанео впоследствии заняла должность креативного директора компании. В 2006 году Гунн Йохансон стал дизайнером коллекции женской одежды в Agnona. В роли консультантов выступили также председатель правления компании Gucci Доменико Де Соле и генеральный директор Agnona Торд фон Дриссен. В результате по итогам года 90% прибыли компании пришлось на одежду и только 10% – на продажи  текстиля.
В период с 2012 по 2015 год главным дизайнером в Agnona был Стефано Пилати, который расширил коллекцию аксессуаров, добавив линию Cara Bag. В мае 2014 года Алессандра Карра заняла должность генерального директора компании.

## Внешние ссылки
- agnona.com